# Бальмен, Яков Петрович
Граф Яков Петрович де Бальмен (16 [28] июля 1813, Линовица, Пирятинский уезд, Полтавская губерния — 14 (26) июля 1845) — российский военный, художник, литератор, представитель графского рода Бальмен, внук Антона де Бальмена. Друг Тараса Шевченко; ученик Карла Рабуса.

## Биография
Родился 16 (28) июля 1813 года в селе Линовица Пирятинского уезда Полтавской губернии (ныне посёлок городского типа в Прилукском районе Черниговской области) в семье отставного гвардии капитана Петра Антоновича де Бальмена и его жены Софии, дочери сенатора Александра Башилова.
Сначала он обучался дома: среди его учителей был швейцарец Матэ. В 1830 году Бальмен отлично сдал экзамены за 7-й класс и был зачислен вольнослушателем Нежинской гимназии высших наук. В это самое время шло разбирательство дела о вольнодумстве некоторых профессоров, что послужило причиной преобразования гимназии в год её окончания Яковом Бальменом (1832) в физико-математический лицей. Вместе с ним окончили гимназию будущий директор Нежинского юридического лицея Егор Васильевич Гудима, Леонид Платонович Рудановский, Андрей Лукич Савицкий.
Яков Петрович Бальмен окончил гимназию первым кандидатом и получил право на чин 12 класса — такой же, как и выпускник университета, защитивший кандидатский диплом. При содействии штабс-капитана Юзефовича осенью того же года он был зачислен унтер-офицером в Белгородский уланский полк в Чугуеве; следующим летом он уже офицер полка. Здесь он написал свои большие повести «Изгнанник» (о декабристах), «Самоубийца», «Пустыня», а также ряд более мелких произведений. В рукописях они ходили среди друзей-офицеров. Лучший экземпляр он переплёл и отвез в Линовицу. С 1 ноября 1835 года Бальмен — поручик.
4 апреля 1837 года Яков Петрович Бальмен был переведён в Ахтырский гусарский полк, но уже в январе 1838 года его перевели адъютантом генерал-лейтенанта Шабельского, штаб 4-й кавалерийской дивизии которого, располагался в польском Красноставе, а с 1839 года — в Умани.
С 1841 года он служил в штабе Сводного кавалерийского корпуса (Вознесенск), а с 1842 года — снова в 4-й дивизии, штаб которой в том же году был передислоцирован в Винницу. В 1843 году он был назначен адъютантом начальника штаба 5-го пехотного корпуса генерала Данненберга в Одессе.
В 1844—1845 годах участвовал в Кавказской войне — адъютантом генерала Лидерса. Ротмистр Яков Петрович Бальмен погиб при отступлении из Дарго в Даргинском походе (тело его, несмотря на обещание крупной награды, не было найдено).
Писал прозу на разных языках — русском, французском и, частично, украинском (по словам Костомарова, сочинение «Подністрянку»); вёл дневники, в частности во время путешествия по Крыму в 1842 году создал альбомы собственных рисунков. На основании дневника написал пародийные «Письма», напечатанные в конце 1841 году в «Отечественных записках» — в них были отражены любовные перипетии, которые были когда-то у Якова с его кузиной Софьей Вишневской, выданной замуж за Н. Э. Писарева. В 1843 году в «Отечественных записках» (Т. 26. — № 1-2) была напечатана его повесть «Ярмарка» за подписью С. Закревская….
Граф Бальмен дружил с Тарасом Шевченко, проиллюстрировал рукописный сборник его стихов в польской транслитерации (совместно со своим двоюродным братом Михаилом Башиловым). Якову Петровичу посвящена поэма Шевченко «Кавказ» (1845), завершенная эпитафией «І тебе загнали, мій друже єдиний…».

## Сочинения
- Гоголевское время: Оригинальные рисунки графа Я. П. де-Бальмен (1838—1839) / С вступ. ст. Е. Н. Опочинина. — М.: изд. К. А. Фишера, 1909
- Повести : С прил. порт. писателя, его рис., отр. из запис. кн. и недавно обнаруж. писем / Яков де Бальмен; [Сост. и коммент. А. Е. Кузьменко; Предисловия А. Е. Кузьменко, В. Е. Шубравского]. — Харьков: Прапор, 1988. — 357 с. : ил. — ISBN 5-7766-0017-0.